# Heinrich Eggestein
Heinrich Eggestein (nascido por volta de 1415 e 1420 em Rosheim, Alsácia, morreu circa 1488; também soletrado Eckstein ou Eggesteyn) é considerado, junto com Johannes Mentelin, um dos mais antigos tipógrafos de livros em Estrasburgo e, portanto, um dos primeiros em toda a Europa, excetuando Mogúncia.